# 함화 (동진)
함화(咸和)는 중국 동진(東晉) 성제(成帝)의 첫 번째 연호이다. 326년 2월에서 334년까지 8년 11개월 동안 사용하였다.
같은 시기에 사용된 다른 연호로는 성한(成漢)에서 사용한 옥형(玉衡 : 311년 ~ 334년), 전조(前趙)에서 사용한 광초(光初 : 318년 ~ 329년), 전량(前凉)에서 사용한 건흥(建興 : 313년 ~ 361년), 후조(後趙)에서 사용한 태화(太和 : 328년 ~ 330년), 건평(建平 : 330년 ~ 333년), 연희(延熙 : 334년)가 있다.

## 개원
태녕(太寧) 4년 2월 27일(326년 4월 15일)에 연호를 함화(咸和)로 개원함.

## 연대대조표
| 함화                | 원년            | 2년        | 3년             | 4년        | 5년                 | 6년        | 7년         | 8년        | 9년             |
| 서력                | 326년           | 327년      | 328년           | 329년      | 330년               | 331년      | 332년       | 333년      | 334년           |
| 육십간지 (六十干支) | 병술(丙戌)      | 정해(丁亥) | 무자(戊子)      | 기축(己丑) | 경인(庚寅)          | 신묘(辛卯) | 임진(壬辰)) | 계사(癸巳) | 갑오(甲午)      |
| 성한 (成漢)         | 옥형(玉衡) 16년 | 17년       | 18년            | 19년       | 20년                | 21년       | 22년        | 23년       | 24년            |
| 전조 (前趙)         | 광초(光初) 9년  | 10년       | 11년            | 12년       | -                   | -          | -           | -          | -               |
| 후조 (後趙)         | -               | -          | 태화(太和) 원년 | 2년        | 3년 건평(建平) 원년 | 2년        | 3년         | 4년        | 연희(延熙) 원년 |
| 전량 (前凉)         | 건흥(建興) 14년 | 15년       | 16년            | 17년       | 18년                | 19년       | 20년        | 21년       | 22년            |

## 삭일(1일)
| 함화 원년 (326년) | 1월             | 2월             | 3월             | 4월             | 5월             | 6월             | 7월             | 8월             | 9월             | 10월            | 11월            | 12월            |                 |
| ----------------- | --------------- | --------------- | --------------- | --------------- | --------------- | --------------- | --------------- | --------------- | --------------- | --------------- | --------------- | --------------- | --------------- |
| 삭일(음력)        | 임진일 (壬辰日) | 신유일 (辛酉日) | 신묘일 (辛卯日) | 경신일 (庚申日) | 경인일 (庚寅日) | 기미일 (己未日) | 기축일 (己丑日) | 무오일 (戊午日) | 무자일 (戊子日) | 정사일 (丁巳日) | 정해일 (丁亥日) | 병진일 (丙辰日) |                 |
| 율리우스력        | 326년 2월 19일  | 3월 20일        | 4월 19일        | 5월 18일        | 6월 17일        | 7월 16일        | 8월 15일        | 9월 13일        | 10월 13일       | 11월 11일       | 12월 11일       | 327년 1월 9일   |                 |
| 함화 2년 (327년)  | 1월             | 2월             | 3월             | 4월             | 5월             | 6월             | 7월             | 8월             | 9월             | 10월            | 11월            | 12월            |                 |
| 삭일(음력)        | 병술일 (丙戌日) | 병진일 (丙辰日) | 을유일 (乙酉日) | 을묘일 (乙卯日) | 갑신일 (甲申日) | 갑인일 (甲寅日) | 계미일 (癸未日) | 계축일 (癸丑日) | 임오일 (壬午日) | 임자일 (壬子日) | 신사일 (辛巳日) | 신해일 (辛亥日) |                 |
| 율리우스력        | 327년 2월 8일   | 3월 10일        | 4월 8일         | 5월 8일         | 6월 6일         | 7월 6일         | 8월 4일         | 9월 3일         | 10월 2일        | 11월 1일        | 11월 30일       | 12월 30일       |                 |
| 함화 3년 (328년)  | 1월             | 2월             | 3월             | 4월             | 5월             | 윤5월           | 6월             | 7월             | 8월             | 9월             | 10월            | 11월            | 12월            |
| 삭일(음력)        | 경진일 (庚辰日) | 경술일 (庚戌日) | 기묘일 (己卯日) | 기유일 (己酉日) | 무인일 (戊寅日) | 무신일 (戊申日) | 무인일 (戊寅日) | 정미일 (丁未日) | 정축일 (丁丑日) | 병오일 (丙午日) | 병자일 (丙子日) | 을사일 (乙巳日) | 을해일 (乙亥日) |
| 율리우스력        | 328년 1월 28일  | 2월 27일        | 3월 27일        | 4월 26일        | 5월 25일        | 6월 24일        | 7월 24일        | 8월 22일        | 9월 21일        | 10월 20일       | 11월 19일       | 12월 18일       | 329년 1월 17일  |
| 함화 4년 (329년)  | 1월             | 2월             | 3월             | 4월             | 5월             | 6월             | 7월             | 8월             | 9월             | 10월            | 11월            | 12월            |                 |
| 삭일(음력)        | 갑진일 (甲辰日) | 갑술일 (甲戌日) | 계묘일 (癸卯日) | 계유일 (癸酉日) | 임인일 (壬寅日) | 임신일 (壬申日) | 신축일 (辛丑日) | 신미일 (辛未日) | 경자일 (庚子日) | 경오일 (庚午日) | 경자일 (庚子日) | 기사일 (己巳日) |                 |
| 율리우스력        | 329년 2월 15일  | 3월 17일        | 4월 15일        | 5월 15일        | 6월 13일        | 7월 13일        | 8월 11일        | 9월 10일        | 10월 9일        | 11월 8일        | 12월 8일        | 330년 1월 6일   |                 |
| 함화 5년 (330년)  | 1월             | 2월             | 3월             | 4월             | 5월             | 6월             | 7월             | 8월             | 9월             | 10월            | 11월            | 12월            |                 |
| 삭일(음력)        | 기해일 (己亥日) | 무진일 (戊辰日) | 무술일 (戊戌日) | 정묘일 (丁卯日) | 정유일 (丁酉日) | 병인일 (丙寅日) | 병신일 (丙申日) | 을축일 (乙丑日) | 을미일 (乙未日) | 갑자일 (甲子日) | 갑오일 (甲午日) | 계해일 (癸亥日) |                 |
| 율리우스력        | 330년 2월 5일   | 3월 6일         | 4월 5일         | 5월 4일         | 6월 3일         | 7월 2일         | 8월 1일         | 8월 30일        | 9월 29일        | 10월 28일       | 11월 27일       | 12월 26일       |                 |
| 함화 6년 (331년)  | 1월             | 윤1월           | 2월             | 3월             | 4월             | 5월             | 6월             | 7월             | 8월             | 9월             | 10월            | 11월            | 12월            |
| 삭일(음력)        | 계사일 (癸巳日) | 계해일 (癸亥日) | 임진일 (壬辰日) | 임술일 (壬戌日) | 신묘일 (辛卯日) | 신유일 (辛酉日) | 경인일 (庚寅日) | 경신일 (庚申日) | 기축일 (己丑日) | 기미일 (己未日) | 무자일 (戊子日) | 무오일 (戊午日) | 정해일 (丁亥日) |
| 율리우스력        | 331년 1월 25일  | 2월 24일        | 3월 25일        | 4월 24일        | 5월 23일        | 6월 22일        | 7월 21일        | 8월 20일        | 9월 18일        | 10월 18일       | 11월 16일       | 12월 16일       | 332년 1월 14일  |
| 함화 7년 (332년)  | 1월             | 2월             | 3월             | 4월             | 5월             | 6월             | 7월             | 8월             | 9월             | 10월            | 11월            | 12월            |                 |
| 삭일(음력)        | 정사일 (丁巳日) | 병술일 (丙戌日) | 병진일 (丙辰日) | 을유일 (乙酉日) | 을묘일 (乙卯日) | 을유일 (乙酉日) | 갑인일 (甲寅日) | 갑신일 (甲申日) | 계축일 (癸丑日) | 계미일 (癸未日) | 임자일 (壬子日) | 임오일 (壬午日) |                 |
| 율리우스력        | 332년 2월 13일  | 3월 13일        | 4월 12일        | 5월 11일        | 6월 10일        | 7월 10일        | 8월 8일         | 9월 7일         | 10월 6일        | 11월 5일        | 12월 4일        | 333년 1월 3일   |                 |
| 함화 8년 (333년)  | 1월             | 2월             | 3월             | 4월             | 5월             | 6월             | 7월             | 8월             | 9월             | 10월            | 윤10월          | 11월            | 12월            |
| 삭일(음력)        | 신해일 (辛亥日) | 신사일 (辛巳日) | 경술일 (庚戌日) | 경진일 (庚辰日) | 기유일 (己酉日) | 기묘일 (己卯日) | 무신일 (戊申日) | 무인일 (戊寅日) | 정미일 (丁未日) | 정축일 (丁丑日) | 정미일 (丁未日) | 병자일 (丙子日) | 병오일 (丙午日) |
| 율리우스력        | 333년 2월 1일   | 3월 3일         | 4월 1일         | 5월 1일         | 5월 30일        | 6월 29일        | 7월 28일        | 8월 27일        | 9월 25일        | 10월 25일       | 11월 24일       | 12월 23일       | 334년 1월 22일  |
| 함화 9년 (334년)  | 1월             | 2월             | 3월             | 4월             | 5월             | 6월             | 7월             | 8월             | 9월             | 10월            | 11월            | 12월            |                 |
| 삭일(음력)        | 을해일 (乙亥日) | 을사일 (乙巳日) | 갑술일 (甲戌日) | 갑진일 (甲辰日) | 계유일 (癸酉日) | 계묘일 (癸卯日) | 임신일 (壬申日) | 임인일 (壬寅日) | 신미일 (辛未日) | 신축일 (辛丑日) | 경오일 (庚午日) | 경자일 (庚子日) |                 |
| 율리우스력        | 334년 2월 20일  | 3월 22일        | 4월 20일        | 5월 20일        | 6월 18일        | 7월 18일        | 8월 16일        | 9월 15일        | 10월 14일       | 11월 13일       | 12월 12일       | 335년 1월 11일  |                 |

## 같이 보기
- 중국의 연호